# Antheuil-Portes
Antheuil-Portes – miejscowość i gmina we Francji, w regionie Hauts-de-France, w departamencie Oise.
Według danych na rok 1990 gminę zamieszkiwało 386 osób, a gęstość zaludnienia wynosiła 36 osób/km² (wśród 2293 gmin Pikardii Antheuil-Portes plasuje się na 621. miejscu pod względem liczby ludności, natomiast pod względem powierzchni na miejscu 403.).